# Persone di nome Jana
| Questa pagina contiene informazioni ricavate automaticamente dalle voci biografiche con l'ausilio del template Bio e di un bot. L'aggiornamento è periodico e automatico e ricostruisce completamente la pagina. Se manca una persona in questa lista, sei pregato di non aggiungerla, ma accertati piuttosto che la sua voce biografica contenga il template Bio e che i dati anagrafici siano correttamente compilati. Se il template Bio manca, inseriscilo tu stesso o, in alternativa, metti l'avviso {{tmp\|Bio}} che ne segnala la mancanza. Se i dati riportati sono sbagliati, correggi direttamente la voce biografica; le modifiche saranno visibili in questa lista entro pochi giorni. Per chiarimenti vedi il progetto antroponimi. La lista contiene solo le 91 persone che sono citate nell'enciclopedia e per le quali è stato implementato correttamente il template Bio. Pagina aggiornata al 16 ott 2024. |

Questa è una lista di persone presenti nell'enciclopedia che hanno il prenome Jana, suddivise per attività principale.

## Arbitri di calcio(1)
- Jana Adámková, arbitro di calcio e ex calciatrice ceca (Brno, n. 1978)

## Astronome(2)
- Jana Pittichová, astronoma slovacca (Bratislava, n. 1972)
- Jana Tichá, astronoma ceca (n. 1965)

## Attrici(6)
- Jana Brejchová, attrice ceca (Praga, n. 1940)
- Jana Kramer, attrice e cantante statunitense (Detroit, n. 1983)
- Jana Pallaske, attrice e cantante tedesca (Berlino, n. 1979)
- Jana Robbins, attrice, sceneggiatrice e produttrice teatrale statunitense (Johnstown, n. 1948)
- Jana Julie Schölermann, attrice e doppiatrice tedesca (Monaco di Baviera, n. 1987)
- Alina Freund, attrice e doppiatrice tedesca (Monaco di Baviera, n. 1997)

## Attrici pornografiche(2)
- Jana Cova, ex attrice pornografica ceca (Vyškov, n. 1980)
- Jana Jordan, ex attrice pornografica statunitense (San Antonio, n. 1986)

## Biatlete(2)
- Jana Kulhavá, ex biatleta ceca (Ústí nad Labem, n. 1964)
- Jana Romanova, ex biatleta russa (Kurgan, n. 1983)

## Bobbiste(1)
- Jana Vinochodova, bobbista russa (n. 1987)

## Calciatrici(6)
- Jana Brunner, calciatrice svizzera (Basilea, n. 1997)
- Jana Burmeister, calciatrice tedesca (Sonneberg, n. 1989)
- Jana Coryn, ex calciatrice belga (Waregem, n. 1992)
- Jana Fernández, calciatrice spagnola (Sant Esteve Sesrovires, n. 2002)
- Jana Nováková, ex calciatrice e allenatrice di calcio ceca (Praga, n. 1960)
- Jana Vojteková, calciatrice slovacca (Trnava, n. 1991)

## Canottiere(3)
- Jana Dement'jeva, canottiera ucraina (Charkiv, n. 1978)
- Jana Sorgers-Rau, ex canottiera tedesca (n. 1967)
- Jana Thieme, ex canottiera tedesca (n. 1970)

## Cantanti(6)
- Jana Burčeska, cantante macedone (Skopje, n. 1993)
- Jana Kask, cantante estone (Tartu, n. 1991)
- Jana Kirschner, cantante slovacca (Martin, n. 1978)
- Jana Mason, cantante e attrice statunitense (Jersey City, n. 1929 - Lake Bluff, † 2013)
- Jana Lota, cantante ceca (Kadaň, n. 1983)
- Jerry Heil, cantante ucraina (Vasyl'kiv, n. 1995)

## Cantautrici(1)
- Janka Djagileva, cantautrice e poetessa sovietica (Novosibirsk, n. 1966 - Novosibirskij rajon, † 1991)

## Cestiste(13)
- Jana Chlebowczyková, ex cestista cecoslovacca (Praga, n. 1963)
- Jana Čiperová, ex cestista ceca (Praga, n. 1978)
- Jana Klečková, ex cestista ceca (n. 1973)
- Jana Lichnerová, ex cestista slovacca (Bratislava, n. 1976)
- Jana Matějková, ex cestista ceca (Pelhřimov, n. 1970)
- Jana Menclová, ex cestista cecoslovacca (Praga, n. 1959)
- Jana Neradová, ex cestista ceca (Benešov, n. 1967)
- Jana Pavlíková, ex cestista ceca (Brno, n. 1972)
- Jana Raman, cestista belga (Gand, n. 1991)
- Jana Stejskalová, ex cestista ceca (Olomouc, n. 1975)
- Jana Veselá, ex cestista ceca (Praga, n. 1983)
- Jana Zoubková, ex cestista cecoslovacca (Praga, n. 1948)
- Jana Čarnoká, ex cestista slovacca (Krompachy, n. 1987)

## Danzatrici su ghiaccio(1)
- Jana Chochlova, ex danzatrice su ghiaccio russa (Mosca, n. 1985)

## Fondiste(1)
- Jana Kirpičenko, fondista russa (n. 1996)

## Ginnaste(7)
- Jana Farchadovna Batyršina, ginnasta russa (Tashkent, n. 1979)
- Jana Bieger, ex ginnasta statunitense (Kiel, n. 1989)
- Jana Dem'jančuk, ginnasta ucraina (n. 1993)
- Jana Pavlova, ginnasta russa (Novorossijsk, n. 1996)
- Jana Posnerová, ex ginnasta cecoslovacca (Nitra, n. 1945)
- Jana Rabasová, ginnasta cecoslovacca (Praga, n. 1933 - † 2008)
- Jana Vorona, ginnasta russa (Voronež, n. 2004)

## Lunghiste(1)
- Jana Velďáková, lunghista slovacca (Rožňava, n. 1981)

## Modelle(2)
- Jana Ina, modella e conduttrice televisiva brasiliana (Petrópolis, n. 1976)
- Jana Beller, modella russa (Omsk, n. 1990)

## Multipliste(1)
- Jana Maksimava, multiplista bielorussa (Vilnius, n. 1989)

## Nuotatrici(4)
- Jana Dörries, ex nuotatrice tedesca (Potsdam, n. 1975)
- Jana Henke, ex nuotatrice tedesca (Löbau, n. 1973)
- Jana Kločkova, ex nuotatrice ucraina (Sinferopoli, n. 1982)
- Jana Narižna, nuotatrice artistica ucraina (Charkiv, n. 1999)

## Ostacoliste(1)
- Jana Pittman, ostacolista, velocista e bobbista australiana (Sydney, n. 1982)

## Pallamaniste(1)
- Jana Uskova, ex pallamanista russa (Majkop, n. 1985)

## Pallavoliste(4)
- Jana Matiašovská, pallavolista slovacca (Bratislava, n. 1987)
- Jana Franziska Poll, pallavolista tedesca (Meppen, n. 1988)
- Jana Šenková, ex pallavolista ceca (Šternberk, n. 1982)
- Jana Ščerban', pallavolista russa (Frunze, n. 1989)

## Pistard(1)
- Jana Tyščenko, pistard russa (n. 2000)

## Politiche(3)
- Jana Schimke, politica tedesca (Cottbus, n. 1979)
- Jana Zinkevyč, politica ucraina (Rivne, n. 1995)
- Jana Černochová, politica ceca (Praga, n. 1973)

## Scacchiste(2)
- Jana Bellin, scacchista britannica (Praga, n. 1947)
- Jana Jacková, scacchista ceca (Frýdek-Místek, n. 1982)

## Schermitrici(4)
- Jana Angelakis, ex schermitrice statunitense (Lynn, n. 1962)
- Jana Egorjan, schermitrice russa (Erevan, n. 1993)
- Jana Ruzavina, schermitrice russa (n. 1982)
- Jana Šemjakina, schermitrice ucraina (Leopoli, n. 1986)

## Sciatrici alpine(3)
- Jana Gantnerová, ex sciatrice alpina slovacca (Kežmarok, n. 1989)
- Jana Zemanová, ex sciatrice alpina ceca (n. 1959)
- Jana Šoltýsová, ex sciatrice alpina slovacca (Kežmarok, n. 1959)

## Scrittrici(2)
- Jana Beňová, scrittrice, poetessa e giornalista slovacca (Bratislava, n. 1974)
- Jana Černá, scrittrice ceca (Praga, n. 1928 - Praga, † 1981)

## Slittiniste(1)
- Jana Bode, ex slittinista tedesca (Rochlitz, n. 1969)

## Tenniste(8)
- Jana Čepelová, ex tennista slovacca (Košice, n. 1993)
- Jana Fett, tennista croata (Zagabria, n. 1996)
- Jana Kandarr, ex tennista tedesca (Halle, n. 1976)
- Jana Nejedly, ex tennista ceca (Praga, n. 1974)
- Jana Novotná, tennista ceca (Brno, n. 1968 - Brno, † 2017)
- Jana Pospíšilová, ex tennista ceca (Kostelec u Křížků, n. 1970)
- Jana Sizikova, tennista russa (Mosca, n. 1994)
- Jana Strnadová, ex tennista cecoslovacca (n. 1972)

## Tuffatrici(1)
- Jana Nescjarava, tuffatrice bielorussa (n. 1992)